# Dilobopterus corixoides
Dilobopterus corixoides är en insektsart som beskrevs av Fowler 1899. Dilobopterus corixoides ingår i släktet Dilobopterus och familjen dvärgstritar. Inga underarter finns listade i Catalogue of Life.